# 日本「南京」学会

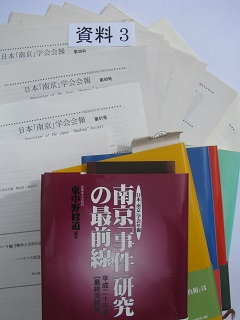
日本「南京」学会の会報と刊行書籍

日本「南京」学会（にほんなんきんがっかい）は、南京事件を研究する目的で設立された研究団体。
すでに活動していた「南京事件研究会」を母体に2000年（平成12年）10月28日に発足。会長は否定派の東中野修道。

## 概要
南京事件についての研究成果を、学者や研究者が持ち寄って意見交換する場として設立。「大虐殺肯定派」の学者にも参加を呼びかけたが、理事には「否定派」が多かった。
学会では、「南京事件」に関する一次資料を精査し、「南京虐殺」はなかったと結論づけた。
学会では、南京占領の真相解明を目指し、一次資料を精査した。会員もそれぞれに研究書、論文を出し、日本軍による南京占領の過程を、分単位の時間軸で解明した。南京事件は中国国民党の「戦時プロパガンダ」であることを証明したとしている。
会長の東中野が教授を務める亜細亜大学で年次大会を開催していたが、2008年5月に発行された年報を最後に活動をしだいに縮小し、2012年9月15日、最後の学会を懇親会とともに開催。当初の目的を達成したとして解散した。

## 年報・会報

### 年報
年報として『南京「虐殺」研究の最前線』（全6冊）を出版した。『平成20年版 最終完結版』を最後に、年報は発売されていない。

### 会報
学会報を第42号まで発行した。東中野のほか、阿羅健一、北村稔、冨澤繁信などが寄稿をおこなった。

## 関連文献
- 鈴木明『新「南京大虐殺」のまぼろし』飛鳥新社、1999年5月。ISBN 978-4870313682。